# 布朗斯卡農 (科羅拉多州)
布朗斯卡農（英語：Browns Canon）是位於美國科羅拉多州查菲縣的一個非建制地區。該地的面積和人口皆未知。

## 地理
布朗斯卡農的座標為38°36′43″N 106°03′36″W / 38.61194°N 106.06000°W，而該地的平均海拔高度為2225米（即7300英尺）。